# Indsættelsen af USA's præsident
Indsættelsen af USA's præsident sker ved påbegyndelsen af en ny periode for en amerikansk præsident. USA's forfatning fastslår, at præsidenten skal aflægge følgende ed eller bekræftelse, før han eller hun kan overtage embedet:
| Citat | I do solemnly swear (or affirm) that I will faithfully execute the Office of President of the United States, and will to the best of my Ability, preserve, protect and defend the Constitution of the United States. | Citat |
|       | |       |

Traditionelt sker edsaflæggelsen ved middagstid på indsættelsesdagen (Inauguration Day) ved United States Capitol i Washington DC, og eden aflægges normalt over for USA's højesteretspræsident.

## Indsættelsesceremonier
Den første amerikanske præsident, George Washington, blev indsat 30. april 1789 i New York. Inauguration Day blev oprindelig valgt til at være 4. marts, hvilket gav valgmændene fra hver stat næsten fire måneder efter Election Day til at stemme på en præsident. I 1801 blev Thomas Jefferson som den første taget i ed som præsident i Washington DC, der ikke blev officiel hovedstad i USA før det år. I 1933 blev indsættelsesdagen ved ratifikationen af den 20. tilføjelse til forfatningen ændret fra 4. marts til middag den 20. januar, hvilket første gang fik virkning fra Franklin D. Roosevelts anden periode i 1937.
Siden 1901 har alle indsættelsesceremonier ved United States Capitol været organiseret af Joint Congressional Committee on Inaugural Ceremonies. USA's forsvar har deltaget i Inauguration Day-ceremonierne siden George Washington, da præsidenten er øverstkommanderende for forsvaret.
Embedseden forvaltes traditionelt på trapperne til United States Capitol i Washington DC. Den tiltrædende vicepræsident aflægger embedseden ved samme ceremoni som den tiltrædende præsident. Denne tradition begyndte i 1937. Før da blev vicepræsidentens ed aflagt i senatet. Den tiltrædende vicepræsidents ed har følgende ordlyd:
| Citat | "I do solemnly swear that I will support and defend the Constitution of the United States against all enemies, foreign and domestic, that I will bear true faith and allegiance to the same: that I take this obligation freely, without any mental reservation or purpose of evasion, and I will well and faithfully discharge the duties of the office on which I am about to enter." | Citat |
| Dansk: "Jeg sværger højt og helligt, at jeg vil støtte og forsvare De forenede Staters forfatning mod alle fjender, udenlandske såvel som indenlandske, at jeg vil nære sand tro og og lydighed over for samme: at jeg påtager mig denne forpligtelse af egen fri vilje, uden mentale forbehold eller forsæt om at unddrage mig, og at jeg godt og trofast vil udføre pligterne i det embede, jeg er ved at tiltræde." | |       |

Denne ed efterfølges af fire ruffles and flourishes og "Hail, Columbia".
Ved middagstid overtager den tiltrædende præsident officielt præsidentembedet. Omkring dette tidspunkt aflægger han embedseden, traditionelt forvaltet af højesteretspræsidenten, efter den skabelon, som er givet i artikel II, sektion 1 i USA's forfatning:
| Citat | "I do solemnly swear (or affirm) that I will faithfully execute the office of President of the United States, and will to the best of my ability, preserve, protect, and defend the Constitution of the United States." | Citat |
| Dansk: "Jeg sværger højt og helligt (eller bekræfter), at jeg omhyggeligt vil udføre min præsidentgerning, og efter min bedste evne bevare, beskytte og forsvare De forenede Staters forfatning. | |       |

Ifølge traditionen tilføjede George Washington i den første indsættelsesed orderne "so help me God" ("så hjælpe mig Gud"), da han fremsagde eden, men der er dog ingen samtidige kilder til dette. Ordene er senere blevet gentaget af mange præsidenter (og vicepræsidenter, når de har aflagt deres ed), og i hvert fald af alle siden Franklin D Roosevelt.[kilde mangler] Dog valgte Theodore Roosevelt at afslutte sin ed med frasen "And thus I swear" ("Og således sværger jeg"). Kun Franklin Pierce valgte at bekræfte i stedet for at sværge. Det hævdes ofte, at Herbert Hoover også bekræftede, eftersom han var kvæker, men historier i aviserne op til hans indsættelse angiver hans hensigt om at sværge frem for at bekræfte.
Umiddelbart efter eden spiller orkesteret fire ruffles and flourishes og "Hail to the Chief", efterfulgt af en 21-skuds kanonsalut fra haubitser fra det præsidentielle salut batteri, 3. infanteriregiment. Præsidenten holder derefter en indsættelsestale, hvori han gør rede for den nye regerings politiske linje. Skulle 20. januar falde på en søndag, aflægger præsidenten normalt eden ved en privat ceremoni på selve dagen, efterfulgt af en offentlig ceremoni den følgende dag.
Siden 1953 har præsidenten og vicepræsidenten været æresgæster ved en frokost holdt af USAs Kongres umiddelbart efter indsættelsesceremonien. Bortset fra ved State of the Union talen, Rødmesse og statsbegravelser, er dette det eneste tidspunkt hvor præsidenten, vicepræsidenten og begge kongressens kamre er forsamlet på samme sted.
Siden Thomas Jeffersons anden indsættelse den 4. marts 1805 har det været tradition, at præsidenten deltager i en parade ad Pennsylvania Avenue fra Capitol til Det Hvide Hus. Den eneste præsident, der ikke har deltaget i en sådan parade var Ronald Reagan. Han gik i parade ad Pennsylvania Avenue ved sin første indsættelse i 1981, midt i festlighederne over hele landet efter nyhederne om, at de 52 amerikanske gidsler i Iran efter 444 dage var blevet frigivet. Reagan paraderede ikke i 1985 på grund af meget lave temperaturer og stærk blæst. I 1977 indledte Jimmy Carter en ny tradition ved at gå fra Capitol til Det Hvide Hus, men senere præsidenter har dog af sikkerhedsmæssige grunde kun gået en lille del af ruten.
Indsættelsesfestlighederne varer normalt ti dage, fra fem dage før indsættelsen til fem dage efter. Dog blev festlighederne i 1973 ved Richard Nixons anden indsættelse begrænset af forhenværende præsident Lyndon Johnsons død to dage efter indsættelsen. Festlighederne stoppede, da man i Washington DC begyndte forberedelserne til Johnsons statsbegravelse. På grund af konstruktionsarbejde på midtertrapperne ved østfronten af Capitol blev Johnsons kiste båret op ad senatfløjens trapper, da den skulle ind i rotunden til hans lit de parade. Da kisten skulle bringes ud igen, skete dette via repræsentantfløjens sidetrapper.
Inauguration Day er en føderal helligdag, der kun holdes af de føderalt ansatte i District of Columbia, Montgomery, Prince George's amter i Maryland, Arlington og Fairfax amter i Virginia, samt byerne Alexandria og Fairfax i Virginia, og gælder kun for dem, som ellers ville skulle arbejde inden for normal arbejdstid på Inauguration Day. Der gives ikke erstatningsfridag til de ansatte eller studenter, som ikke skulle udføre arbejde i normal arbejdstid eller gå i skole på Inauguration Day. Den primære begrundelse for helligdagen er at undgå de trafikale problemer, der opstår ved denne store begivenhed.

### Sikkerhed
Sikkerheden ved indsættelsesfestlighederne er en kompleks affære, der ikke kun omfatter Secret Service, men andre føderale politi-agenturer, immigrations og toldmedarbejdere fra Federal Protective Service (ICE-FPS), alle fem værn af USA's forsvar, Capitol-politiet, og politiet i Washington DC. Føderale politi-agenturer anmoder også nogle gange om assistance fra forskellige stats- og lokale politimyndigheder over hele USA. Et af problemerne er muligheden for, at demonstranter kan udøve deres ytringsfrihed, mens man samtidig skal sørge for beskyttelsen af regeringsmedlemmer, der er i fare for attentater eller anden skade.

## Præsidentens indsættelsestale
Edsvorne præsidenter holder en tale, også kaldet indsættelsestalen. Fire præsidenter holdt dog ingen tale: John Tyler, Millard Fillmore, Andrew Johnson, og Chester A. Arthur. I disse tilfælde efterfulgte den tiltrædende præsident en præsident, der var død i embedet. Gerald Ford talte til nationen via tv efter at have aflagt eden, men han karakteriserede sin tale som "Not an inaugural address, not a fireside chat, not a campaign speech--just a little straight talk among friends." ("Ikke en indsættelsestale, ikke en kaminpassiar, ikke en valgskampstale – bare en lille snak ud af posen mellem venner")  Der er blevet holdt 54 taler af 37 præsidenter. George Washingtons anden tale var den korteste (135 ord), og William Henry Harrison holdt den længste (8.495 ord).

### Steder
Alle på nær en af indsættelsestalerne blev holdt ved bygningen der husede USAs Kongres. George Washington holdt sin første tale ved Federal Hall i New York og sin anden tale i Congress Hall i Philadelphia. John Adams holdt også sin tale i Congress Hall i Philadelphia. Thomas Jefferson holdt begge sine taler ved United States Capitol i Washington DC og alle taler siden da er blevet holdt her, bortset fra Franklin D. Roosevelts fjerde tale, som han holdt i Det Hvide Hus.
Fra præsident Martin Van Buren til og med Jimmy Carter, skete ceremonien på Capitol's østlige Portico. Siden indsættelsen af Ronald Reagan i 1981, har indsættelsen fundet sted på Capitol's front mod vest. Indsættelsen af William Howard Taft i 1909 og Reagan i 1985 blev flyttet indendørs i Capitol på grund af koldt vejr.

### Datoer
Der har været afholdt taler på seks forskellige datoer på året: 30. april, 4. og 5. marts, 20. og 21. januar samt 9. august. Washington holdt sin første tale 30. april 1789 og sin anden tale 4. marts 1793, der dengang var præsidentperiodens startdato.

#### Søndagsundtagelser
I årene fra 1793 til 1933, blev talen holdt 4. marts med fire undtagelser. Da 4. marts faldt på en søndag i hver af James Monroes, Zachary Taylors, Rutherford B. Hayess og Woodrow Wilsons indsættelsesår holdt de talen mandag 5. marts. Siden 1937 er talen blevet holdt 20. januar, med to undtagelser (bortset fra, når en præsidentperiode endte før tiden): Præsidenterne Dwight D. Eisenhower og Ronald Reagan holdt begge deres taler mandag den 21. januar. Den næste Inauguration Day, der vil falde på en søndag, er 20. januar 2013, og hver 28. år derefter resten af 21. århundrede.

## Detaljer
Siden højesteretspræsident Oliver Ellsworth tog præsident John Adams i ed, er ingen højesteretspræsident gået glip af edsaflæggelsen på Inauguration Day. Når Inauguration Day er faldet på en søndag har højesteretspræsident normalt taget præsidenten i ed på selve Inauguration Day eller privat lørdagen inden og så offentligt den førstkommende mandag. 8 dødsfald blandt præsidenter og Richard Nixons afgang har betydet, at andre embedsmænd har modtaget eden på andre dage. Den Britisk-amerikanske krig (1812) og 2. verdenskrig betød, at to edaflæggelser måtte holdes andre steder i Washington DC.
Fra 1789 til 2005 har edaflæggelsen været forvaltet af 14 højesteretspræsidenter, en højesteretsdommer, tre føderale dommere, to statsdommere fra New York og en notarius publicus. Enhver, der er bemyndiget til at modtage en ed, kan tage en præsident i ed, men den eneste, der ikke var dommer, som har gjort dette, var notaren John C. Coolidge, som i 1923 havde besøg af sin søn, vicepræsident Calvin Coolidge, da sønnen fik nyheden om præsident Warren G. Hardings død.
Det er ikke et krav, at der bruges en bestemt bog eller nærmere bestemt en hellig bog ved afsigelsen af eden, og der nævnes ikke nogen i forfatningen. Normalt bruges en bibel til eden, og dette har i hvert fald været normalt i det 18. og 19. århundrede. Flere præsidenter har aflagt eden på George Washingtons bibel.[kilde mangler] Ved visse indsættelser har man registreret, hvilken passage biblen var slået op på, som det fremgår af nedenstående tabel. Kun en præsident, Franklin Pierce, vides med sikkerhed at have bekræftet sin ed frem for at sværge. Der er usikkerhed omkring Herbert Hoover, men brugen af en bibel er registreret og dette tyder på, at han som andre præsidenter aflagde ed.
| Dato               | Præsident             | Sted                                                                            | Forvaltet af        | Bibelvers                                                                  |
| ------------------ | --------------------- | ------------------------------------------------------------------------------- | ------------------- | -------------------------------------------------------------------------- |
| 30. april 1789     | George Washington     | Balcony of Federal Hall New York, New York                                      | Robert Livingston   | Første Mosebog 49,13                                                       |
| 4. marts 1793      | George Washington     | Senatet Congress Hall Philadelphia, Pennsylvania                                | William Cushing     |                                                                            |
| 4. marts 1797      | John Adams            | Repræsentanternes hus Congress Hall Philadelphia, Pennsylvania                  | Oliver Ellsworth    |                                                                            |
| 4. marts 1801      | Thomas Jefferson      | Senatet, U.S. Capitol                                                           | John Marshall       |                                                                            |
| 4. marts 1805      | Thomas Jefferson      | Senatet, U.S. Capitol                                                           | John Marshall       |                                                                            |
| 4. marts 1809      | James Madison         | Repræsentanternes hus, U.S. Capitol                                             | John Marshall       |                                                                            |
| 4. marts 1813      | James Madison         | Repræsentanternes hus, U.S. Capitol                                             | John Marshall       |                                                                            |
| 4. marts 1817      | James Monroe          | Foran Old Brick Capitol (1st & A Sts., N.E.) nu USA's Højesteretsbygning        | John Marshall       |                                                                            |
| 5. marts 1821      | James Monroe          | Repræsentanternes hus, U.S. Capitol                                             | John Marshall       |                                                                            |
| 4. marts 1825      | John Q. Adams         | Repræsentanternes hus, U.S. Capitol                                             | John Marshall       | Ingen, brugte en bog over USA's love i stedet for en bibel.                |
| 4. marts 1829      | Andrew Jackson        | Østlige portico, U.S. Capitol                                                   | John Marshall       | Ukendt                                                                     |
| 4. marts 1833      | Andrew Jackson        | Repræsentanternes hus, U.S. Capitol                                             | John Marshall       |                                                                            |
| 4. marts 1837      | Martin Van Buren      | Østlige portico, U.S. Capitol                                                   | Roger B. Taney      | Ordsprogenes Bog 3,17                                                      |
| 4. marts 1841      | William H. Harrison   | Østlige portico, U.S. Capitol                                                   | Roger B. Taney      |                                                                            |
| 6. april 1841      | John Tyler            | Brown's Hotel 6th St. & Pennsylvania Ave., N.W. Washington DC                   | William Cranch      |                                                                            |
| 4. marts 1845      | James K. Polk         | Østlige portico, U.S. Capitol                                                   | Roger B. Taney      | Ukendt                                                                     |
| 5. marts 1849      | Zachary Taylor        | Østlige portico, U.S. Capitol                                                   | Roger B. Taney      | Ukendt                                                                     |
| 10. juli 1850      | Millard Fillmore      | Repræsentanternes hus, U.S. Capitol                                             | William Cranch      |                                                                            |
| 4. marts 1853      | Franklin Pierce       | Østlige portico, U.S. Capitol                                                   | Roger B. Taney      | Ingen                                                                      |
| 4. marts 1857      | James Buchanan        | Østlige portico, U.S. Capitol                                                   | Roger B. Taney      |                                                                            |
| 4. marts 1861      | Abraham Lincoln       | Østlige portico, U.S. Capitol                                                   | Roger B. Taney      | [ 20 ]                                                                     |
| 4. marts 1865      | Abraham Lincoln       | Østlige portico, U.S. Capitol                                                   | Salmon P. Chase     | Matthæusevangeliet 7,1, Matthæusevangeliet 18,7, Johannes' Åbenbaring 16,7 |
| 15. april 1865     | Andrew Johnson        | Kirkwood Hotel 12th St. & Pennsylvania Ave., N.W. Washington DC                 | Salmon P. Chase     | Ordsprogenes Bog 21                                                        |
| 4. marts 1869      | Ulysses S. Grant      | Østlige portico, U.S. Capitol                                                   | Salmon P. Chase     |                                                                            |
| 4. marts 1873      | Ulysses S. Grant      | Østlige portico, U.S. Capitol                                                   | Salmon P. Chase     | Esajas' Bog 11,1-3                                                         |
| 3. marts 1877      | Rutherford B. Hayes   | Det røde rum i Det hivde Hus (privat)                                           | Morrison R. Waite   | Ingen                                                                      |
| 5. marts 1877      | Rutherford B. Hayes   | Østlige portico, U.S. Capitol (offentlig)                                       | Morrison R. Waite   | Salmernes Bog 118,11-13                                                    |
| 4. marts 1881      | James A. Garfield     | Østlige portico, U.S. Capitol                                                   | Morrison R. Waite   | Ordsprogenes Bog 21,1                                                      |
| 20. september 1881 | Chester A. Arthur     | Bopæl 123 Lexington Avenue New York (privat)                                    | John R. Brady       | Ingen                                                                      |
| 22. september 1881 | Chester A. Arthur     | Vicepræsidentens kontor U.S. Capitol (offentlig)                                | Morrison R. Waite   | Salmernes Bog 31,1-3                                                       |
| 4. marts 1885      | Grover Cleveland      | Østlige portico, U.S. Capitol                                                   | Morrison R. Waite   | Salmernes Bog 112,4-10                                                     |
| 4. marts 1889      | Benjamin Harrison     | Østlige portico, U.S. Capitol                                                   | Melville W. Fuller  | Salmernes Bog 121,1-6                                                      |
| 4. marts 1893      | Grover Cleveland      | Østlige portico, U.S. Capitol                                                   | Melville W. Fuller  | Salmernes Bog 91,12-16                                                     |
| 4. marts 1897      | William McKinley      | Foran den originale Senatfløj U.S. Capitol                                      | Melville W. Fuller  | Anden Krønikebog 1,10                                                      |
| 4. marts 1901      | William McKinley      | Østlige portico, U.S. Capitol                                                   | Melville W. Fuller  | Ordsprogenes Bog 16                                                        |
| September 14, 1901 | Theodore Roosevelt    | Ansley Wilcox House Buffalo, New York                                           | John R. Hazel       | Ingen                                                                      |
| 4. marts 1905      | Theodore Roosevelt    | Østlige portico, U.S. Capitol                                                   | Melville W. Fuller  | Jakobs Brev 1,22-23                                                        |
| 4. marts 1909      | William H. Taft       | Senatet, U.S. Capitol                                                           | Melville W. Fuller  | Første Kongebog 3,9-11                                                     |
| 4. marts 1913      | Woodrow Wilson        | Østlige portico, U.S. Capitol                                                   | Edward D. White     | [ 22 ]                                                                     |
| 4. marts 1917      | Woodrow Wilson        | Præsidentens rum, U.S. Capitol (privat)                                         | Edward D. White     |                                                                            |
| 5. marts 1917      | Woodrow Wilson        | Østlige portico, U.S. Capitol (offentlig)                                       | Edward D. White     |                                                                            |
| 4. marts 1921      | Warren G. Harding     | Østlige portico, U.S. Capitol                                                   | Edward D. White     | [ 22 ]                                                                     |
| 3. august 1923     | Calvin Coolidge       | Hans fars hjem Plymouth, Vermont                                                | John C. Coolidge    |                                                                            |
| 4. marts 1925      | Calvin Coolidge       | Østlige portico, U.S. Capitol                                                   | William H. Taft     |                                                                            |
| 4. marts 1929      | Herbert C. Hoover     | Østlige portico, U.S. Capitol                                                   | William H. Taft     | Ordsprogenes Bog 29,18                                                     |
| 4. marts 1933      | Franklin D. Roosevelt | Østlige portico, U.S. Capitol                                                   | Charles E. Hughes   |                                                                            |
| 20. januar 1937    | Franklin D. Roosevelt | Østlige portico, U.S. Capitol                                                   | Charles E. Hughes   |                                                                            |
| 20. januar 1941    | Franklin D. Roosevelt | Østlige portico, U.S. Capitol                                                   | Charles E. Hughes   |                                                                            |
| 20. januar 1945    | Franklin D. Roosevelt | Sydlige portico, Det Hvide Hus                                                  | Harlan F. Stone     |                                                                            |
| 12. april 1945     | Harry S. Truman       | Kabinetrummet, Det Hvide Hus                                                    | Harlan F. Stone     |                                                                            |
| 20. januar 1949    | Harry S. Truman       | Østlige portico, U.S. Capitol                                                   | Frederick M. Vinson |                                                                            |
| 20. januar 1953    | Dwight D. Eisenhower  | Østlige portico, U.S. Capitol                                                   | Frederick M. Vinson |                                                                            |
| 20. januar 1957    | Dwight D. Eisenhower  | East Room, Det Hvide Hus (privately)                                            | Earl Warren         |                                                                            |
| 21. januar 1957    | Dwight D. Eisenhower  | Østlige portico, U.S. Capitol (publicly)                                        | Earl Warren         |                                                                            |
| 20. januar 1961    | John F. Kennedy       | Østlige portico, U.S. Capitol                                                   | Earl Warren         |                                                                            |
| 22. november 1963  | Lyndon B. Johnson     | Konferencerummet om bord på SAM 26000 (Air Force One) Love Field, Dallas, Texas | Sarah T. Hughes     | Ingen                                                                      |
| 20. januar 1965    | Lyndon B. Johnson     | Østlige portico, U.S. Capitol                                                   | Earl Warren         |                                                                            |
| 20. januar 1969    | Richard M. Nixon      | Østlige portico, U.S. Capitol                                                   | Earl Warren         |                                                                            |
| 20. januar 1973    | Richard M. Nixon      | Østlige portico, U.S. Capitol                                                   | Warren E. Burger    |                                                                            |
| 9. august 1974     | Gerald R. Ford        | East Room, Det Hvide Hus                                                        | Warren E. Burger    |                                                                            |
| 20. januar 1977    | James E. Carter       | Østlige portico, U.S. Capitol                                                   | Warren E. Burger    | Mikas bog 6,8                                                              |
| 20. januar 1981    | Ronald W. Reagan      | Vestfronten, U.S. Capitol                                                       | Warren E. Burger    |                                                                            |
| 20. januar 1985    | Ronald W. Reagan      | North Entrance Hall Det Hvide Hus (privat, men sendt på tv)                     | Warren E. Burger    |                                                                            |
| 21. januar 1985    | Ronald W. Reagan      | Rotunda, U.S. Capitol (offentlig)                                               | Warren E. Burger    |                                                                            |
| 20. januar 1989    | George H. W. Bush     | Vestfronten, U.S. Capitol                                                       | William Rehnquist   |                                                                            |
| 20. januar 1993    | William J. Clinton    | Vestfronten, U.S. Capitol                                                       | William Rehnquist   | Paulus' Brev til Galaterne 6,8                                             |
| 20. januar 1997    | William J. Clinton    | Vestfronten, U.S. Capitol                                                       | William Rehnquist   | Esajas' Bog 58,12                                                          |
| 20. januar 2001    | George W. Bush        | Vestfronten, U.S. Capitol                                                       | William Rehnquist   | Ingen – bibel lukket                                                       |
| 20. januar 2005    | George W. Bush        | Vestfronten, U.S. Capitol                                                       | William Rehnquist   |                                                                            |
| 20. januar 2009    | Barack Obama          | Vestfronten, U.S. Capitol                                                       | John G. Roberts     |                                                                            |
| 20. januar 2017    | Donald Trump          | Vestfronten, U.S. Capitol                                                       | John G. Roberts     |                                                                            |
| 20. januar 2021    | Joe Biden             | Vestfronten,U.S. Capitol                                                        | Bella               |                                                                            |
| Dato               | Præsident             | Sted                                                                            | Forvaltet af        | Bibelvers                                                                  |